# Ceraclea uvalo
Ceraclea uvalo är en nattsländeart som först beskrevs av Ross 1938.  Ceraclea uvalo ingår i släktet Ceraclea och familjen långhornssländor. Inga underarter finns listade i Catalogue of Life.